# Stormfloden i Östersjön 1872

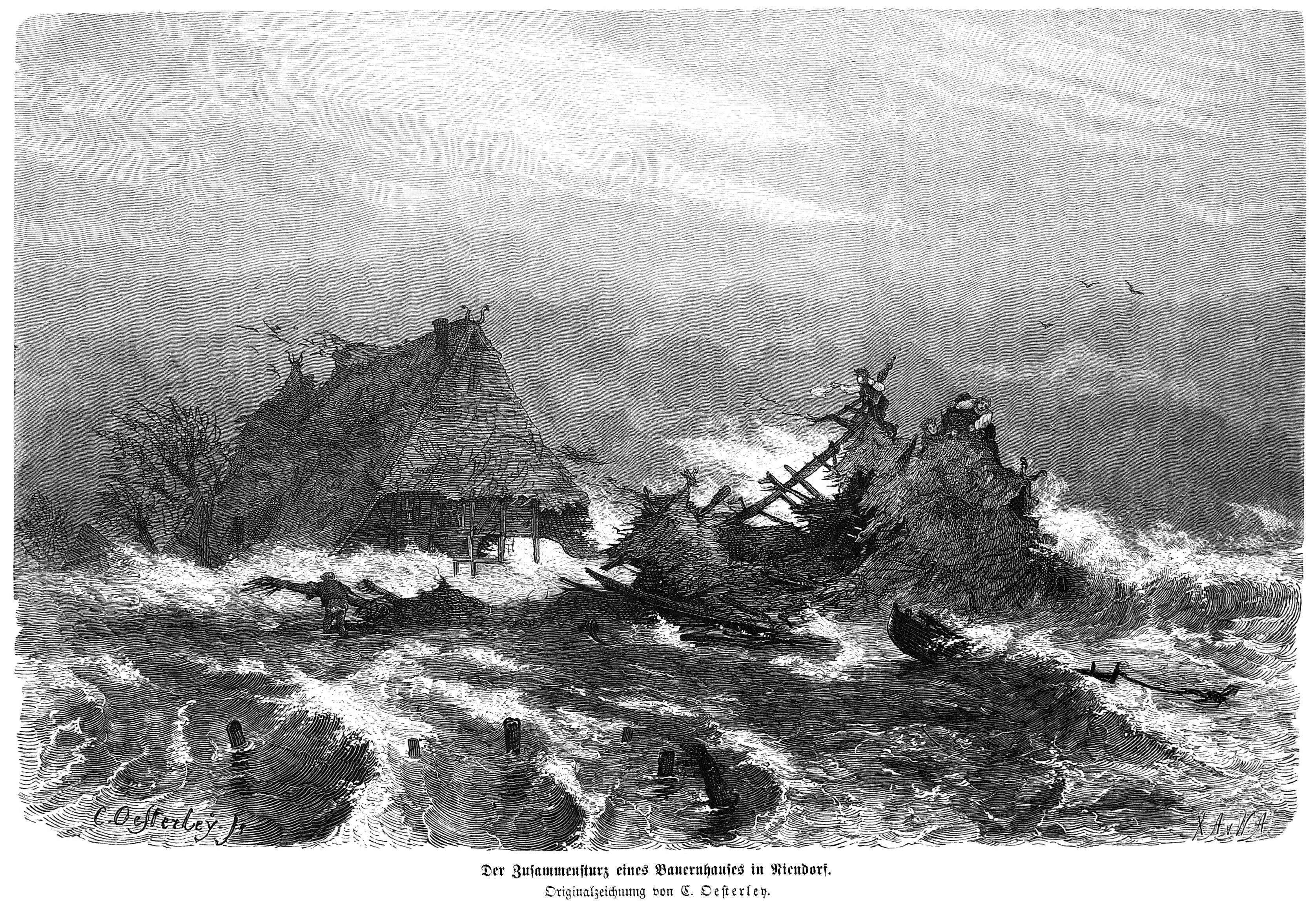
Der Zusammensturz eines Bauernhauses in Niendorf
Illustration ur Die Gartenlaube 1872.

Stormfloden 1872, även kallad Backafloden, var den svåraste kända stormfloden som drabbat Östersjön. Den berörde Danmark, Sverige och Tyskland och kulminerade den 13 november 1872 med på sina ställen mer än tre meters höjning av vattenståndet mot det normala.

## Historik
Stormfloden inträffade 12–14 november 1872, då delar av södra Östersjön steg mer än tre meter över normalt vattenstånd. Ett kraftigt lågtryck orsakade en storm som tidigt den 13 november växte till orkanstyrka. Denna drev Östersjöns vatten åt sydväst, och hindrade samtidigt dess utflöde genom Bälten.
Sydvästligaste Skåne fick 2,4 meters höjning av vattenståndet, vid Falsterbonäset. Längre åt väst och sydväst, vid södra Falster, Lolland, södra Jyllands östkust, nådde vattnet högre. Vid Travemünde i Lübeckbukten uppmättes 3,4 meters höjning av vattenståndet. De svåraste skadorna längs den tyska Östersjökusten drabbade Eckernförde i Sydslesvig, där hela staden blev översvämmad. Längs den tyska östersjökusten orsakade stormfloden minst 271 dödsfall, 2 885 byggnader förstördes och 15 160 människor förlorade sina hem.

## Bildgalleri

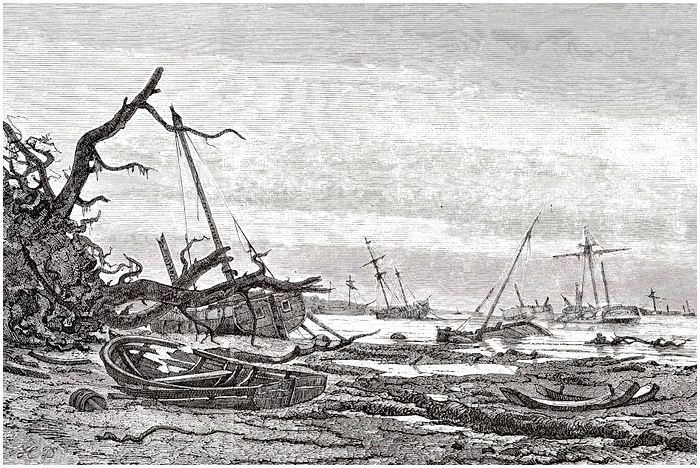
Förstörelsen vid Faxe, Danmark. Bild av Holger Drachmann för Illustreret Tidende.
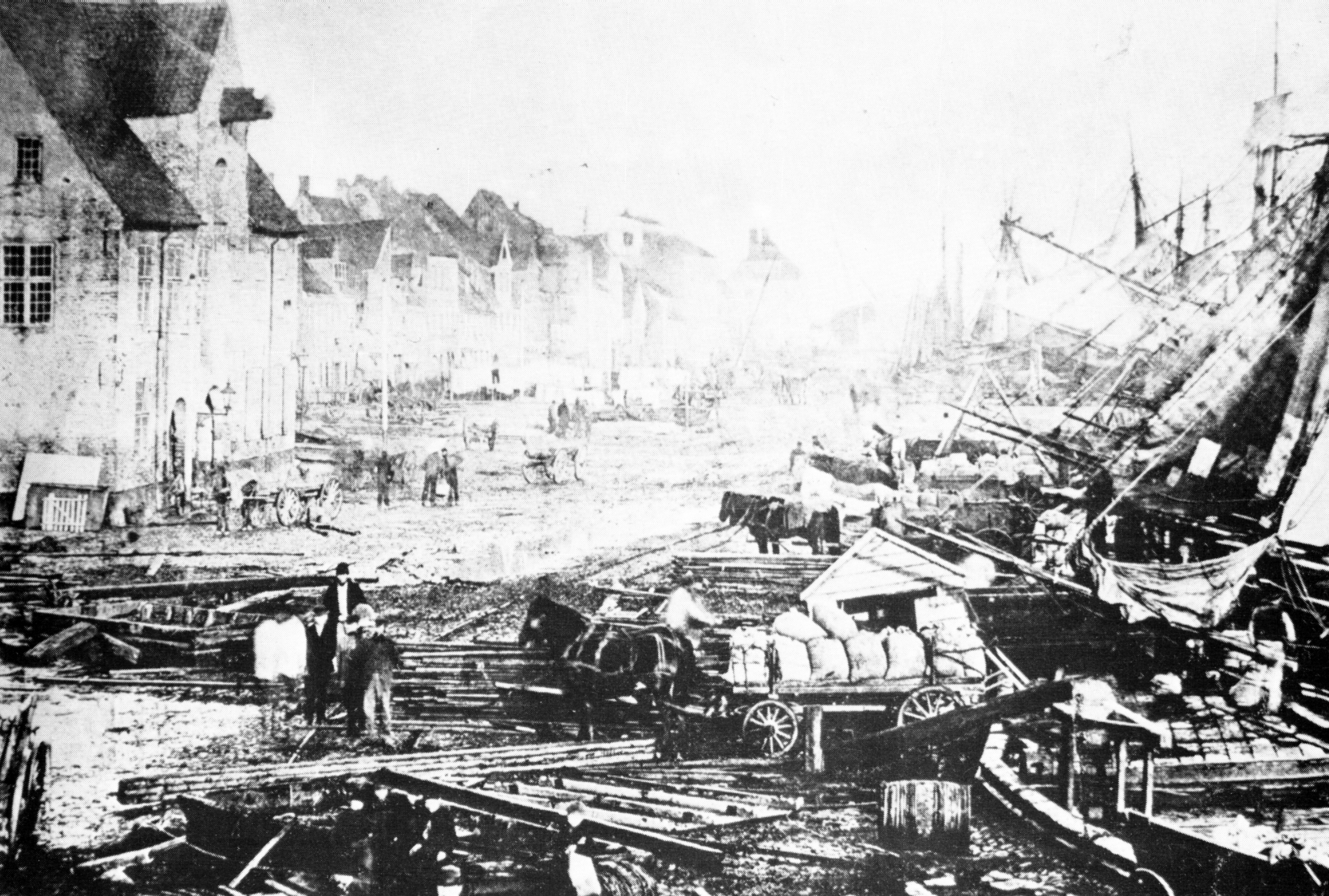
Förstörelsen i Flensburgs hamn.
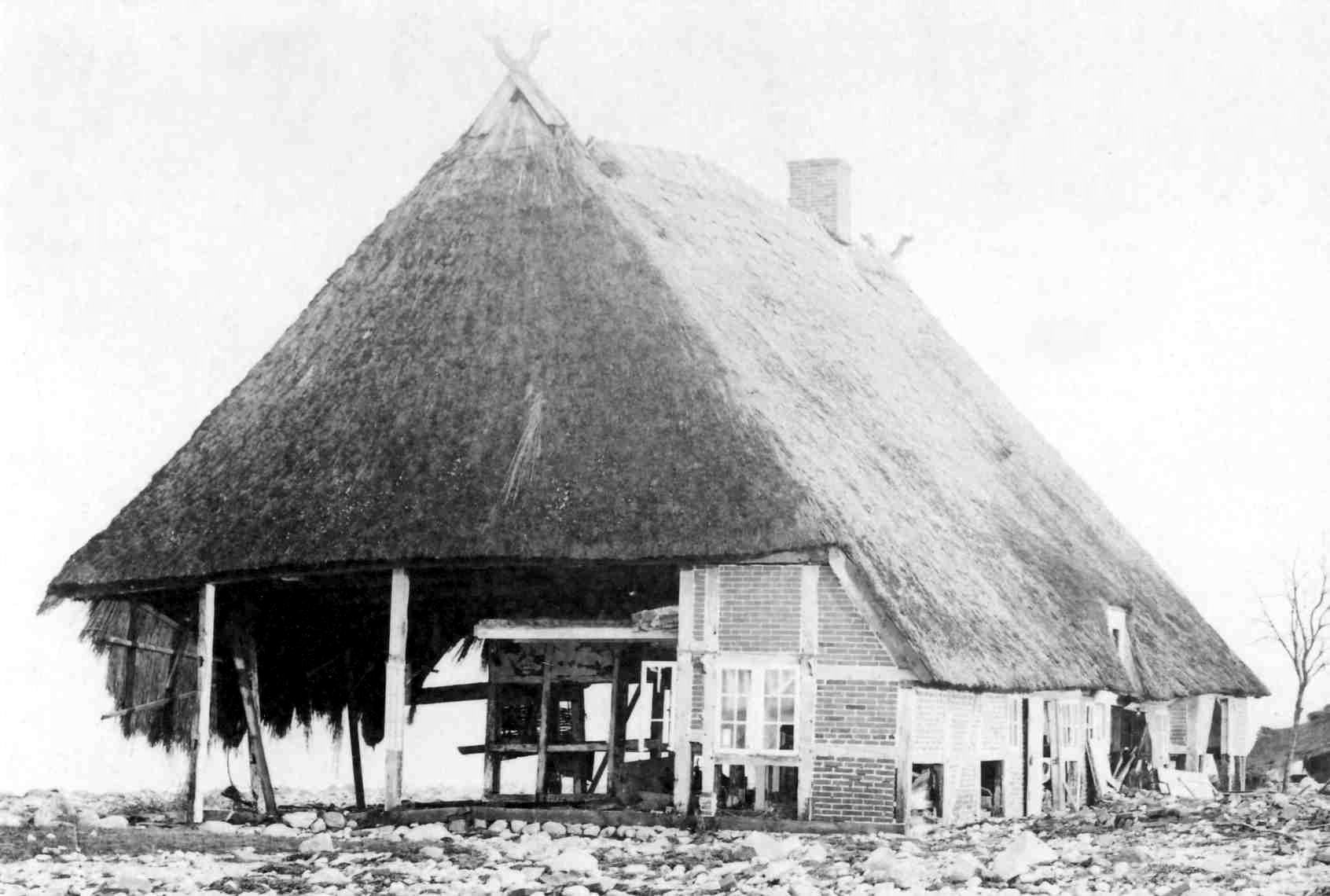
Förstörd bondgård i Niendorf i Timmendorfer Strand, Tyskland.
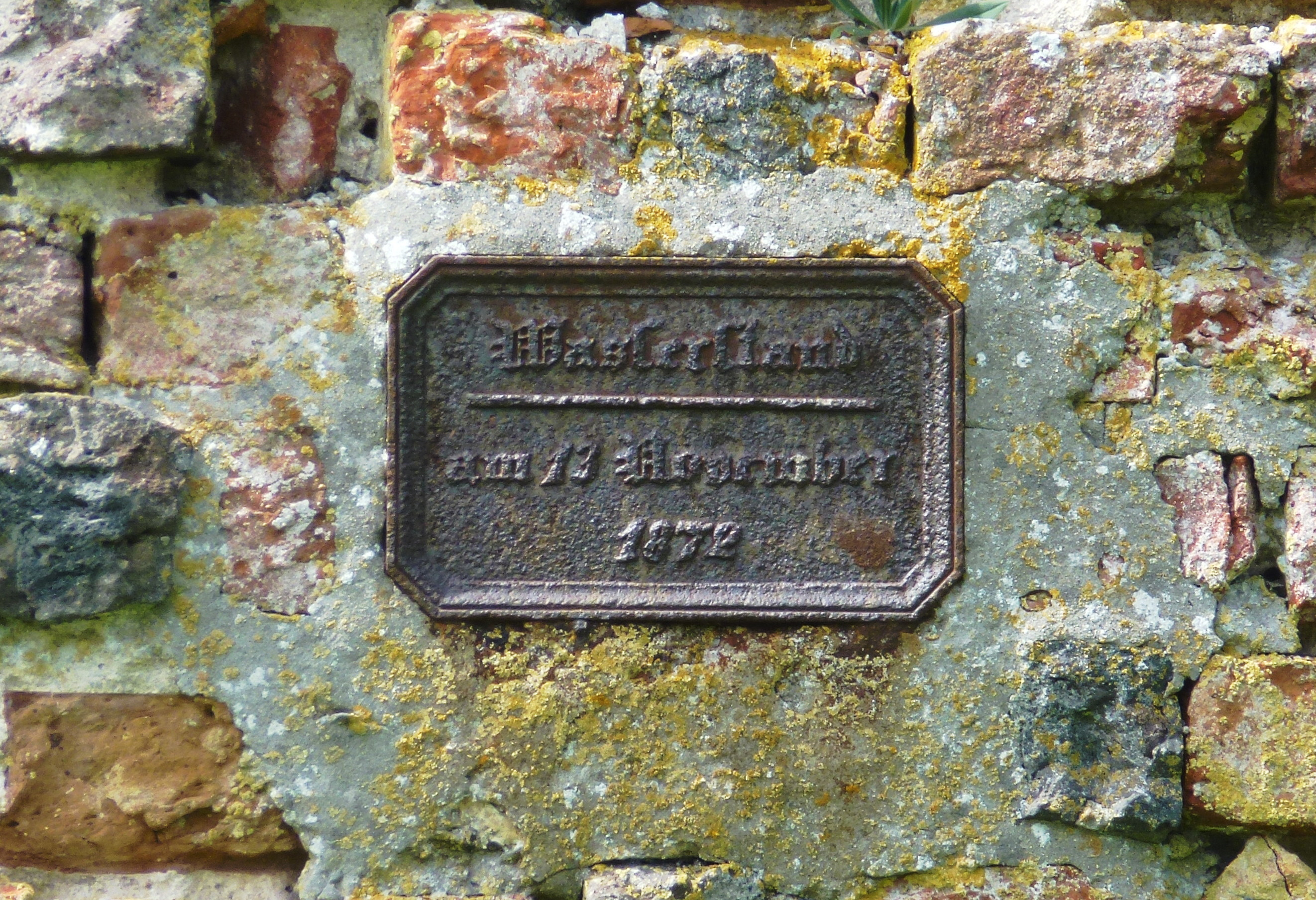
Högvattenmärke på Glambeks borgruin på ön Fehmarn.